# Gentha
Gentha ist ein Ortsteil der Stadt Jessen (Elster) im Landkreis Wittenberg in Sachsen-Anhalt.

## Lage
Gentha liegt zwischen der Kernstadt Jessen und der bis zur Gemeindereform 2004 selbständigen und heute ebenfalls zu Jessen gehörenden Stadt Seyda am Westrand des Forstes Glücksburg im Niederen Fläming in einer Höhe von 74 m.
Der Ort und die Umgebung sind bis heute landwirtschaftlich geprägt. Gentha ist ein typisches Angerdorf mit einer Fachwerkkirche. Etwa einen Kilometer nordwestlich schließt sich die Siedlung Lüttchenseyda an, die ab 1950 Teil der Gemeinde Gentha war.

## Geschichte
1385 wurde die Ortschaft erstmals urkundlich erwähnt, als Herzog Wenzel I. von Sachsen der Frau des Schenken Albert von Sydow unter anderem Abgaben aus Gentha überließ. Seither gehörte Gentha zur Herrschaft der Herren von Seyda (Sydow). Der Name „Gentha“ soll sich nach allerdings nicht genauer belegten Annahmen von der flandrischen Stadt Gent ableiten, von der die Gründer der Ortschaft im 13. Jahrhundert gekommen sein sollen, nach einer anderen Annahme leitet sich der Ortsname von der niederdeutschen Bezeichnung für Gans ab. Es sind unterschiedliche Schreibweisen und Bezeichnungen der Ortschaft belegt: 1385 Gent, 1445 Jhente, 1504 Gent, 1550 Genth und 1808 Gentha. Die Gemeinde lag bis 1815 im sächsischen Amt Seyda und wurde danach preußisch.
1550 lebten hier 19 Besessene Männer, darunter drei Halbhüfner, die direkt dem Amt Seyda unterstanden. Das Dorf verfügte über keinen eigenen Dingstuhl und keinen Richter. Gentha grenzte 1550 an die Dörfer Gielsdorf, Leisenferde, Leipa, Nauenheide und Brachholz und war nach Elster eingepfarrt.
1624 wurde die Kirche Genthas errichtet, aber bereits im Dreißigjährigen Krieg wurde der Ort durch schwedische Truppen 1637 vollkommen verwüstet, insgesamt sollen von den ursprünglichen Einwohnern nur zwei Witwen und zwei Witwer überlebt haben. 1651 überließ Kurfürst Johann Georg I. von Sachsen das wüste Gut Gentha als Schenkung an Bernhard Ludolph Kanne zu Clöden aus dem Adelsgeschlecht derer von Kanne. Der Wiederaufbau dauerte dann bis 1695.
1815 verwüstete ein Brand die meisten Gebäude und das Gut Genthas. 1816 wurde Gentha preußisch und dem Kreis Schweinitz zugeordnet. 1945 wurde der Gutshof im Rahmen der Bodenreform enteignet und das Gebäude mit Umsiedlern aus ehemals deutschen östlichen Reichsgebieten besiedelt. 1946/1947 wurde begonnen, Neubauernhäuser zu errichten. Am 1. Juli 1950 wurde die Ortschaft Lüttchenseyda nach Gentha eingemeindet. 1953 wurde in Gentha die erste Landwirtschaftliche Produktionsgenossenschaft gegründet, ab 1960 gehörten alle Bauern Genthas derartigen Genossenschaften an. Nach der Kreisgebietsreform 1994 gehörte Gentha bis 2004 dem Gemeindeverband Elster-Seyda-Klöden und dem Landkreis Wittenberg an. 1995 musste der örtliche Kindergarten wegen des starken Geburtenrückgangs geschlossen werden.
Am 1. März 2004 wurde Gentha nach Jessen (Elster) eingemeindet.

## Sehenswürdigkeiten
Bedeutendstes Bauwerk des Ortes ist die Fachwerkkirche der evangelischen Gemeinde. Sehenswert ist außerdem das alte Gutshaus und die Bockwindmühle.

## Wirtschaft
Neben der Landwirtschaft wird das Wirtschaftsleben von Gentha durch kleine Dienstleistungsbetriebe bestimmt. Es existiert ein kleines Transportunternehmen.

## Soziales Leben
Gentha verfügt über eine eigene Freiwillige Feuerwehr.